# Cementerio judío de Worms

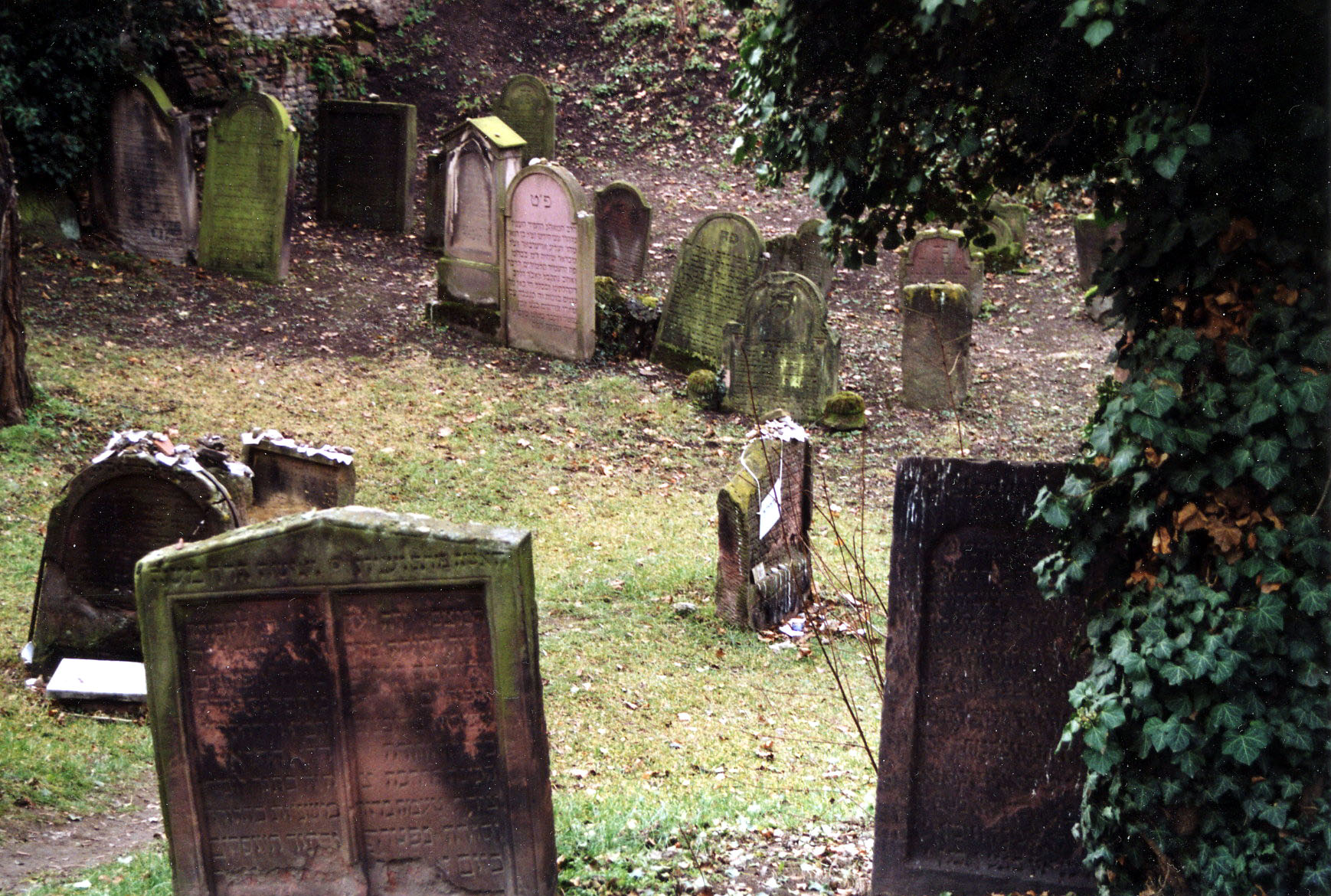
Heiliger Sand, Rabbinental.

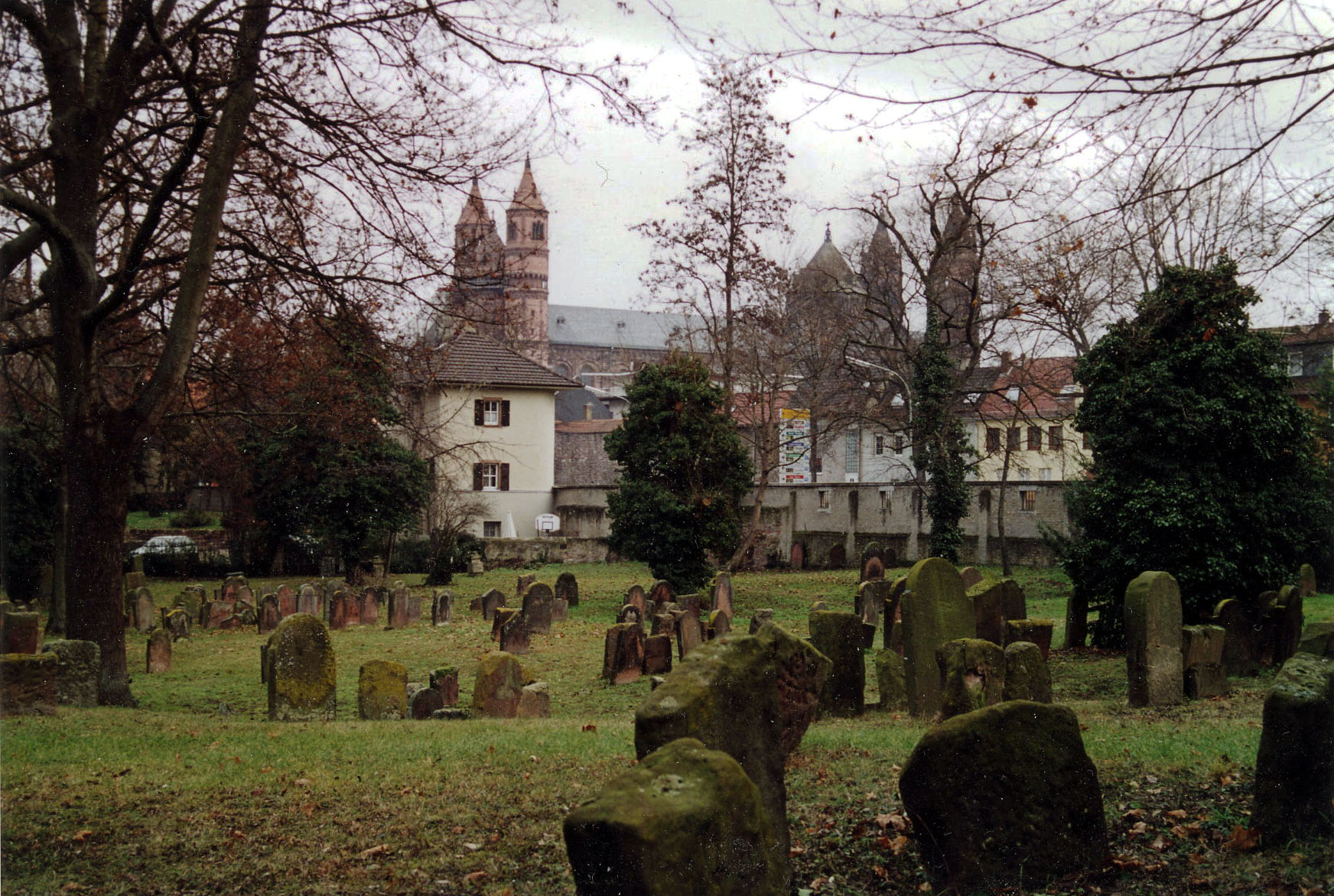
Heiliger Sand, con la Catedral de Worms al fondo.

El Heiliger Sand o cementerio judío de Worms era un cementerio judío situado al este de la  ciudad alemana de Worms, en Renania-Palatinado. Es reconocido como el más antiguo cementerio judío de Europa.
Las inscripciones epigráficas, tradicionalmente en hebreo en los cementerios judíos antiguos, estaban acompañadas ocasionalmente en Warmasia por transcripciones en otra lengua. 